# Sankt Johannes kyrka, Saldus
Heliga Trefaldighets kyrka (lettiska: Saldus Sv. Jāņa Evaņģēliski luteriskā draudze) är en kyrka i Saldus, Lettland i Lettlands evangelisk-lutherska kyrka.